# Eastshade
Eastshade (с англ. — «Истшейд») — инди-игра, приключенческая головоломка, разработанная независимой американской студией Eastshade Studios и выпущенная 13 февраля 2019 года для персональных компьютеров и 21 октября для игровых приставок PlayStation 4 и Xbox One. Игрок управляет безымянным героем, который попадет на остров Истшейд, населённый разумными животными. Его цель заключается в том, чтобы запечатлеть на своих картинах лучшие виды острова, однако до них непросто добраться. Герой должен общаться с местными жителями, перебиваться заработками и исследовать разные уголки острова.
Сама команда разработчиков состоит из бывших художественных дизайнеров игр класса ААА, поэтому в игре делался особый акцент на окружающее пространство и проработку локаций вымышленного острова. Команда желала создать игру, исключающую какие либо элементы насилия, однако которая по прежнему могла привлекать игрока своими квестами и способствовала погружению в вымышленный мир. Так, создатели вдохновлялись играми серии The Elder Scrolls. Композитором музыкального сопровождение выступил Феникс Глендиннинг, которые записывал мелодии с использованием музыкальных инструментов.
Оценки Eastshade можно охарактеризовать в целом, как положительные. Средняя оценка по версии агрегатора Metacritic варьируется от 78 до 80 баллов из 100 возможных в зависимости от платформы. Критики в целом указали на то, что Eastshade удаётся в полной мере погружать игрока в свой мир, с красивыми пейзажами и самобытной культурой и предоставляя множество квестов. Однако часть критиков указывали на сырость игрового процесса и наличие внутриигровых ошибок.

## Игровой процесс
Действие происходит в неизвестном мире, похожим на землю и населённым разумными существами, похожими на антропоморфных животных, а их культура напоминает средневековую европейскую. Главный герой прибывает по морю на остров Истшейд в роли странствующего художника, мечтающего запечатлеть на холсте главные четыре местные достопримечательности. Данную просьбу завещала мать героя перед своей смертью. Однако корабль, на которым герой прибыл терпит кораблекрушение в нескольких милях от пристани, в том числе персонаж теряет большею часть своего имущества. Тем не менее герой не решает отказаться от заданной цели. На пути он встречает и другие преграды, например самые высокие ярусы высочайшей башни закрыты на ремонт, к знаменитым тиффмурским скалам необходимо плыть на плоту, созданным с использованием дорогого герметика, а также за многие действия или доступ к локациям необходимо платить.

Игровой персонаж может запечатлеть пейзаж на своей картине

Сама игра представляет собой симулятор ходьбы и завязана на изучении открытого мира. Персонаж должен разными способами зарабатывать на жизнь, выполняя простые поручения местных жителей, например собрать определённые предметы, поработать на ферме. Всего в игре имеется 37 квестов. Также задания касаются общение с другими персонажами и их поиск в другой части острова. Некоторые здания требуют например разгадать тайну к гостинице, или играть за детектива, проводя собеседование с гостями и наблюдая за окрестностями, и в конечном итоге указать на подозреваемого. Также персонаж должен находить головоломки, пытаться открыть коробки. Для решения одной из головоломок требуется опыт игры в Leaving Lyndow. Общение с персонажами представлено в виде меню диалога, где игрок может выбирать несколько вариантов ответа. Враждебные ответы могут оскорбить персонажей и даже повлиять на ход игрового процесса.
Однако важная особенность игрового процесса завязана на способности героя рисовать картины, за которые заказчики платят хорошею денежную сумму. Хотя сам процесс рисования достаточно простой и требует от игрока запечатлеть панораму, которая затем будет скопирована на холст, для создания самого холста и подрамников необходимо находить дерево и ткани. Также художник ограничен «вдохновением», которое тратится при чтении записок или посещении новых локаций. Вдохновение также необходимо «искать», в игре оно показано в виде особых световых и звуковых эффектов, указывая на источник вдохновения. Его количество влияет в том числе и на внешний вид главного героя, например с низким вдохновением герой выглядит «больным» и с ним откажутся взаимодействовать некоторые персонажи. Помимо картин, на основе найденных предметов можно создать новые объекты, помогающие в дальнейшем исследовании острова. Некоторые товары можно только купить в магазинах и киосках в Наве.
Игра построена по принципу Metroid, поэтапно открывая доступ к новым локациям по мере решения задач. Когда персонаж находится в гостинице или созданной палатке, он может манипулировать временем, чтобы избежать попадания в ловушку или морозных ночей на острове. В игре имеется время суток, поделённое на 24 часа и после наступления темноты, от игрока требуется укрываться. В ином случае можно приобрести напиток, или одежду, защищающую от холода. В случае смерти персонажа, игра перезапускается в последнем посещенном хостеле.

## Разработка
Разработкой игры занималась независимая американская студия разработчиков видео-игр Eastshade Studios, состоящая из четырёх человек, которая также в 2017 году выпустила короткую игру Leaving Lyndow аналогичного жанра и чьё действие происходит в той же игровой вселенной. Сама команда состоит из трёх разработчиков, имеющих опыт работы в качестве художественных дизайнеров в высокобюджетных играх класса ААА, а также одного композитора и звукодизайнера. Команда при разработке Eastshade исходила из идеи проникнуть один из самых любимых командой аспектов видео-игр — чувства места. Денни Вайнбаум, руководитель команды заметил, что «никогда не чувствовал, что насилие было особенно важно для достижения этой конкретной цели». Вместо этого, разработчики хотели создать игру, в корой игрок хотел бы дольше оставаться, «как медленно гулять в саду и нюхать розы». Так, команда решила сделать ставку на тщательно проработанную окружающую среду. Вайнбаум заметил, что «чем внимательнее ты относишься к окружающей среде, тем удобнее достигать разного рода квестовые цели», в то время по заверению разработчика, создатели остальных высокобюджетных игр продолжают концентрироваться исключительно на боевых механиках, обделяя вниманием окружающее пространство. В этом плане Вайнбаум вдохновлялся его любимой серией Elder Scrolls, заметив, что всегда обожал их игры с её возможностью «идти куда хочешь»
Работая над окружающим миром, команда упиралась на идею создать «самое красивое место, которое только можно себе представить». Так, команда начала изучать разные архитектурные строения и как они могут сочетаться между собой. Источником вдохновения служили как и реальные места, так как вымышленные, показанные в фильмах жанра фентези. Некоторые сооружения или элементы ландшафты были созданы для практических решений, например рисовые террасы около города Навы были созданы, чтобы занять пустое пространство склона. Помимо требующей боя альтернативы ролевым играм, создатели Eastshade хотели доказать, что фокус на исследования не должен делать игру одинокой или повторяющейся. В частности Истшейд чувствуется очень живым, по крайне мере потому, что местные жители сразу же загружают игрового персонажа разными квестами. Вайнбаум заметил, что «Безусловно, существует значительная доля инди-игр, которые предлагают одинокие ландшафты и на то есть веская причина, но я хотел, чтобы Истшейд чувствовался живым. Взаимодействие с неигровыми персонажами должно быть увлекательным, как знакомство с новыми людьми, но ваша главная награда не обязательно удовлетворяет их запросы… однако ваша роль заключается не в том, чтобы спасать кого-то, а чтобы найти способ вписаться в сообщество и узнать больше о жителях и местности, которая вас окружают. Люди продолжают свою повседневную жизнь и без вашего вмешательства». В этим плане Вайнбаум противопоставляет Eastshade с играми от Bethesda, де игровой персонаж — это центр вселенной. Сам игровой мир переделывался несколько раз после тестовых игр, чтобы убедиться, что игроки не упускали постоянно определённые квесты или области. И опять же, со слов Вайнбаума, тут на вооружение идёт визуальный дизайн, призванный послужить приманкой для игрока. Самая основная трудность была связана с работой над NPC, так как в у команды разработчиков, имеющих специализацию художественных дизайнеров не было достаточного опыта по созданию персонажей, частности проработки их искусственного интеллекта. Вайнбаум признался, что работа над NPC для команды была словно «денежным костром» и что к сожалению ИИ не игровых персонажей будет не идеален к моменту выпуска Eastshade, однако разработчики всё таки постараются сгладить данные проблемы вместе с выпуском обновлений.

## Анонс и выпуск
Официальный анонс Eastshade состоялся ещё в августе 2016 года, где разработчиками также уже были раскрыты ключевые аспекты игрового процесса.
Выход игры для персональных компьютеров состоялся 13 февраля 2019 года После выпуска, хотя оценки игроков были в целом очень положительные, однако они жаловались на проблемы с производительностью и поэтому разработчики выпустили обновления для дополнительной оптимизации игры.
Так как программное обеспечение игровых приставок в среднем слабее, чем у персональных компьютеров по состоянию на 2019 году, команда заметила, что потратила значительное время на оптимизацию графики в игре, что также сталo причиной позднего релиза для приставок. Отдельно Вайнбаум заметил, что команда не имеет планов адаптировать игру для VR, заметив, что их игровой жанр не подходит для этого, а также указали на ряд проблем, связанных с оптимизаций. Однако разработчики планируют выпустить игру на PlayStation 5 после её выхода. В сентябре стало известно о предстоящем выпуске игры на игровые приставки PlayStaion 4 и Xbox One — 21 октября
Также Вайнбаум заметил, что не имеет планов поддерживать игру обновлениями с новым материалов, учитывая жанровую специфику игры, а также указывая на значительные денежные расходы на разработку Eastshade и что особенность жанра игры предполагает достаточно малую игровую аудиторию, чтобы иметь с неё крупные денежные доходы.

## Музыка
Композитором музыкального сопровождения выступил Феникс Глендиннинг, который в том числе написал музыку к игре Leaving Lyndow и формально входит в состав разработчиков, зная его руководителя Дэнни Вайнбаума со средней школы, работая с ним над любительскими фильмами. Над саундтреком Феникс Глендиннинг работал в течение около двух лет. Его мелодии должны были отражать чувство самоотрытия, сомнения или личностного роста. Сами мелодии композитор записывал с участием ансамбля, состоящего из скрипок, альта, виолончели, арфы, гитары, цитры, флейты и сякухати. 13 февраля 2019 года был выпущен альбом в цифровом виде. Глендиннинг за свою мелодию «The Tiffmoor Bluffs» получил премию Annual Game Music Awards в категории Выдающееся достижение — инструментальная тема (неосновная тема). Вручение сопровождалось цитатой:
В успокаивающем саундтреке к „Eastshade“, созданным Фениксом Глендиннингом, присутствуют элементы атмосферных кинематографических партитур, которые за последние несколько лет стали популярнее в игровых саундтреках. Тем не менее оригинальному саундтреку „Eastshade“ удаётся отразить эту атмосферу через меньшее, но ближнее собрание инструментов, нежели большой оркестр, к которому мы привыкли. „The Tiffmoor Bluffs“ идеально отражает то, как ансамбль струнных и духовых инструментов совершенно передает нежную мелодию, которая мастерски течёт через каждый инструмент от начала до конца».  
Оригинальный текст (англ.)The meditative soundtrack to Eastshade, composed by Phoenix Glendinning, has elements of the atmospheric cinematic scores that have risen in popularity with game soundtracks over the past several years. However, Eastshade‘s original soundtrack manages to channel that sound through a much smaller and more intimate collection of instruments than the large orchestras we’ve grown used to. The Tiffmoor Bluffs captures that approach perfectly; the small handful of string and wind instruments carry the gentle melody masterfully as it floats to each instrument, from beginning to end.Цитата на вручении Annual Game Music Awards
| - 1. Cave on the Shore — 01:52 - 2. Lyndow — 03:39 - 3. In the Reeds — 03:59 - 4. The First Eclipse — 01:17 - 5. The Tiffmoor Bluffs — 05:23 - 6. Purple Skies — 02:02 - 7. Bloomsacs — 01:41 - 8. Meandering Trails — 03:03 - 9. Balloon Ride — 03:58 - 10. Bridge to Nava — 02:27 - 11. Tavern Tales — 03:09 | - 12. Bustling Markets — 04:13 - 13. Dream Tea Caverns — 03:37 - 14. Painting Flowers — 04:37 - 15. Walk and Reflect — 02:34 - 16. Old Lyndow — 03:34 - 17. Mudwillow’s Lair — 03:28 - 18. Restless Reach — 02:53 - 19. The Tarnished Teapot — 03:49 - 20. Excavators — 05:03 - 21. Architect in Exile — 01:46 - 22. A Shadian Lullaby — 03:50 |

## Критика
| Сводный рейтинг    | Сводный рейтинг          |
| Агрегатор          | Оценка                   |
| ------------------ | ------------------------ |
| Metacritic         | 78/100 (ПК) 80/100 (PS4) |
| Иноязычные издания |                          |
| Издание            | Оценка                   |
| Adventure Gamers   | [ 6 ]                    |
| COGconnected       | 90 %                     |
| BaziCenter         | S                        |
| PC Invasion        | 8/10                     |
| Riot Pixels        | 77 %                     |
| Jeuxvideo.com      | [ 4 ]                    |

Оценки Eastshade можно охарактеризовать в целом, как положительные. Средняя оценка по версии агрегатора Metacritic варьируется от 78 до 80 баллов из 100 возможных в зависимости от платформы.
Часть критиков оставили восторженные отзывы. Например представитель сайта The Indie Game Website признался, что для него была привилегия — играть в Eastshade, которая позволяет игроку погружаться в её мир, поощрять любопытство, вознаграждать за разумные выборы, что не многие игры способные дать сегодня. Критик похвалил игру за её невероятный дизайн, как и в плане геймплея, так и вопросе повествования и музыки. Мир игры — это тайное пространство для спокойствия и тишины и рецензент признался, что остаётся в восторге от перспективы, что в ближайшие годы выйдут похожие игры, которые в том числе отдадут дань игре Eastshade. Критик сайта COGconnected заметил, что мир Eastshade был прекрасным, экспансивным и признался, что чувствовал подобие похмелья, не в состоянии какое то время играть в другие игры.
Критик сайта Adventure Gamers оставил максимальный балл игре, назвав Eastshade захватывающим и невероятно заманчивым путешествием. Критик признался, что был поражён представленными локациями и его обитателями, а также, как его персонаж начинал постепенно оставлять малый, но неизгладимый след в очаровательном мире Истшейд. Выполнение заданий напоминает критику элементы RPG, но без какого либо насилия и только с помощью последовательных действий. Вместо этого акцент делается на поиске конкретных пейзажей, чтобы рисовать, помогать или мешать различным людям и узнать больше об истории региона. Критик похвалил профессиональное озвучивание персонажей и их плавную анимацию. Разговоры короткие, но очень информативные. Каждый NPC обладает личностью и запоминается. Критик признался, что через 25 часов, после завершения игры сам влюбился в культуру Истшейда и с радостью опробует продолжение, если оно выйдет. Художественный стиль игры похож на его приквел Leaving Lyndow, но ещё великолепнее, тем не менее критик заметил, что при слишком близком приближении к предметам, становятся заметные их резкие углы.
Критик сайта BaziCenter назвал Eastshade в целом расслабляющим опытом, однако впечатление портят некоторые недостаточно разработанные функции и несколько устаревшая игровая механика, мешающая игре раскрыть весь свой потенциал. Критик PC Invasion аналогично заметил что у игры заметны серьёзные технические проблемы, но она по прежнему заслуживает того, чтобы быть замечательной игрой, заслуживающей большое внимание. Обозреватель сайта Riot Pixels заметил, что навязчивые глюки и упрощенная механика рисования вызывают раздражение, однако Eastshade «получилась в своё роде уникальным и очаровательным симулятором ходьбы, идеально подходящим для эскапизма, ухода от реальности, чтобы посетить далёкую страну, если до вашего отпуска осталось несколько месяцев».
Сдержанный отзыв оставил критик сайта Jeuxvido, которого озадачила видовая принадлежность главного героя. Он также в целом заметил, что решение показать мир антропоморфных животных выгодно выделяет Eastshade на фоне остальных приключенческих головоломок. Тем не менее полноценное прохождение в полной мере раскрывает многие недостатки игрового процесса. Например критик признался, что был очарован окружающими и яркими панорамами, однако был разочарован тем, как сильно игра ограничивает возможность рисовать картины и одновременно как примитивен сам процесс создания картины. С одной стороны критик похвалил совмещение игрового процесса исследования и элементов выживания без потери в целом успокаивающей атмосферы игры. Однако критик был разочарован недостатком точек сохранения, указав на то, что после смерти потерял слишком много прогресса, чтобы в итоге возвращаться в одни и те же локации и заново повторять все диалоги. На фоне красивого фона внешний вид персонажей и их движения оставляют желать лучшего, а сам же декор может непреднамеренно ограничивать продвижение персонажа.